# Schweiziska köket

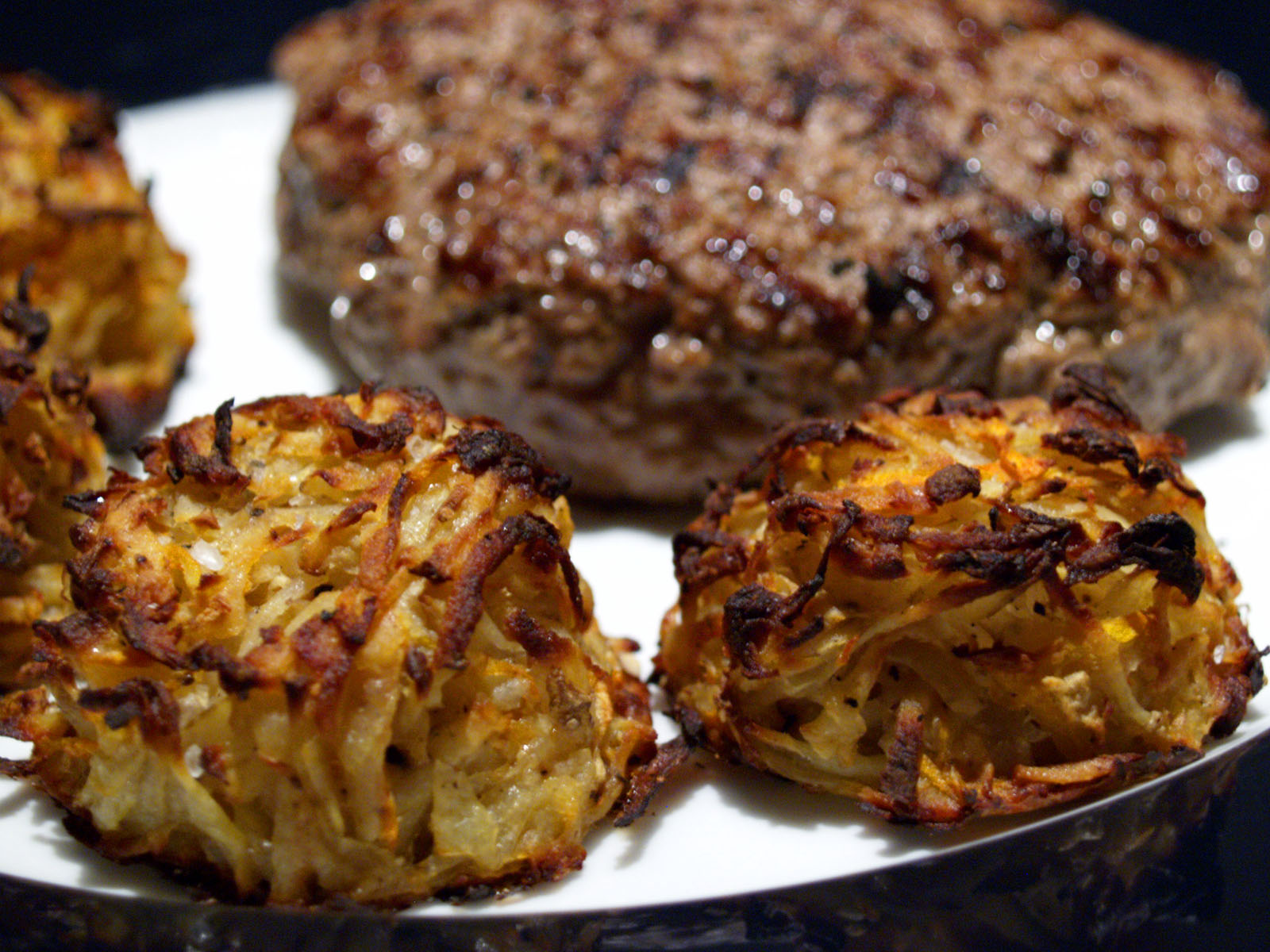
Rösti.

Schweiziska köket omfattar den matkultur som finns i Schweiz. Köket består av en mängd maträtter från olika schweiziska regioner. Influenser har kommit från grannländer såsom det italienska, tyska och franska köket. Maten är ofta näringsrik och hälsosam, med många osträtter och brödsorter. Olika sorters fonduer är populära. Rösti härstammar från Schweiz.
Köket delas in i två skolor; haute cuisine och "riktig" matlagning. Haute cuisine består av gourmetmåltider som togs till landet från Frankrike, med mycket grädde, såser, dyra ingredienser såsom tryfflar. Denna matlagning tar generellt lång tid. Den andra, traditionella skolan, består av de rätter som växt fram ur historien med lokala varor. Man använde enkla råvaror för att få finare maträtter, såsom grytor och bröd, ofta serverat med mjölk, ost och smör.

## Måltider

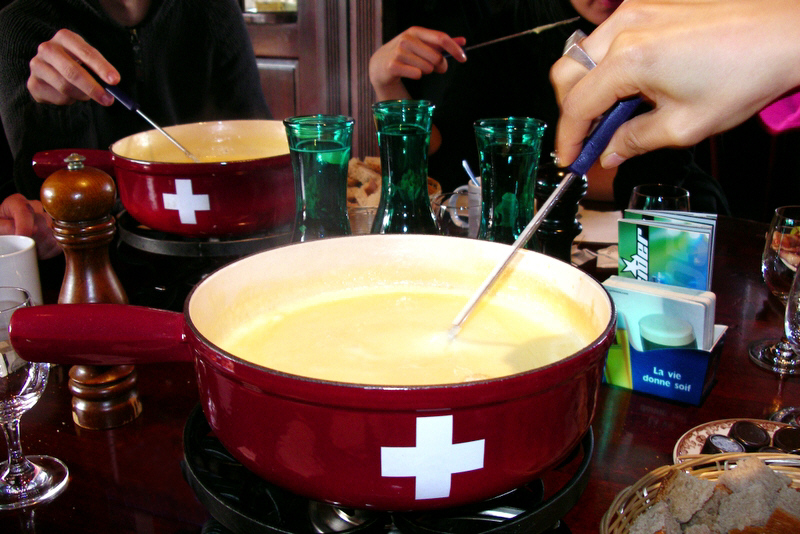
Ostfondue.

Schweizare äter vanligtvis en relativt stor frukost. Müsli, friterat äpple med bröd och omelett är vanliga, liksom sylt, smör och bröd (se detta avsnitt). 
Vid lunchen, som är dagens huvudmål, serveras ofta grönsaks- eller ostsoppa, följt av kött, fågel eller fisk serverat med en potatisrätt, i tysktalande delar ibland rösti, eller pasta.
Runt fyra på eftermiddagen tar många schweizare en kaffepaus med bakverk och kakor. 
På kvällen äter man en lätt måltid, ofta omelett i franska delar av landet, antipasto i italienska och korv och kallskuret i tyska delar. 
Vid familjesammankomster och fester är fondue och raclette (grillad ost) vanligt. 
På hösten äter man svamp, exempelvis i en quiche, liksom vilt av rådjur, hjort och vildsvin som ofta serveras med spätzli, rödkål och kastanjer.  

### Desserter

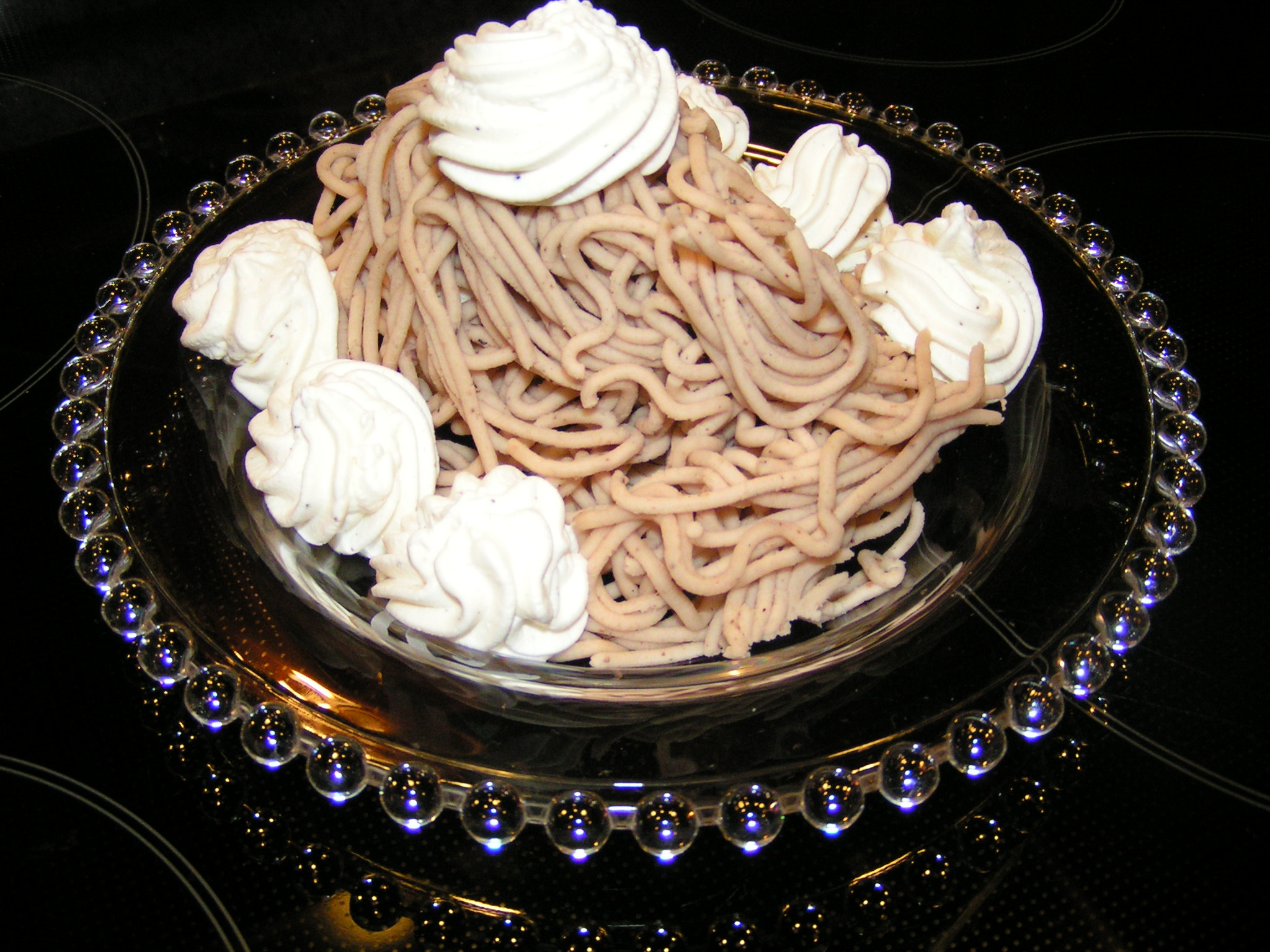
Vermicelles med vispgrädde.

Maränger förekommer ofta i desserter och tårtor. Zuger Kirschtorte (Kirschtårta från Zug) består av maräng- och sockerkaksbottnar, smörkräm och kirschwasser. Maränger med glass, grädde och chokladsås kallas för Coupe Danemark.
På vintern görs desserter av smaksatt söt kastanjepuré (vermicelles) med vispgrädde, maränger eller glass.

## Olika matvaror

### Bröd

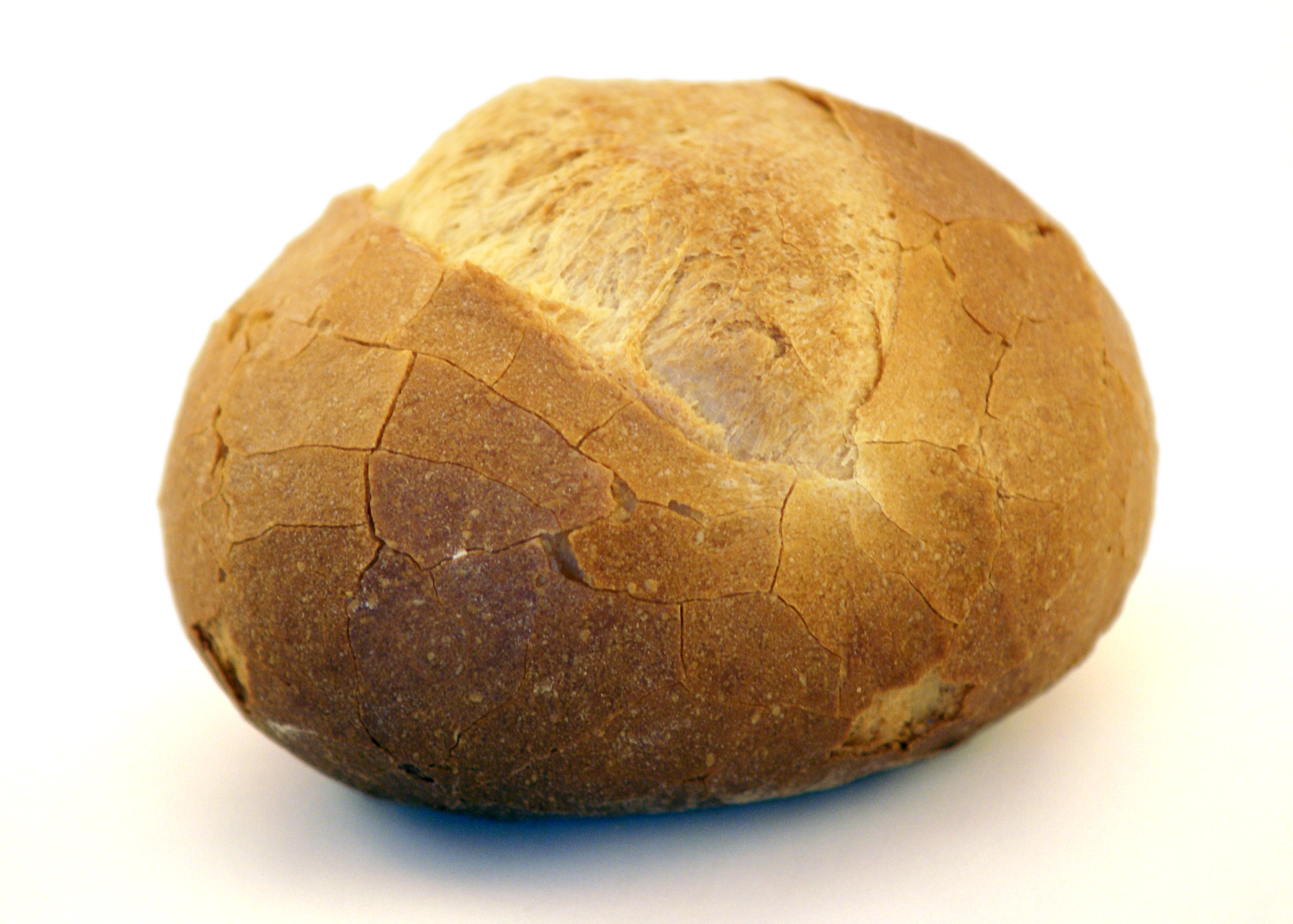
Schlumbergerli.

Sedan medeltiden har man bakat hållbart kompakt rågbröd med surdeg i Valais som säljs som specialitet i hela landet.. Det mesta bröd som numera säljs i Schweiz bakas av vete och jäst, har en knaprig skorpa och äts färskt. 
På morgonen finns ofta ett rikt brödurval:
- Croissant, gifflar av smördeg.
- Små mjuka vetebröd med längsgående fördjupning så att de lätt kan delas, bakade med mjölk och smör har olika namn i olika landsdelar: weggli, schwöbli, milchbrötchen, pain au lait eller panino al latte.[6]
- Avlånga små vetebröd med knaprig skorpa kallas Semmeli, Schlumbergerli, Schlumbi eller ibland Mütschli[7].

Vissa brödsorter säljs vid speciella tider på året, som Drüükönigschuäche - ett stort vetebröd innehållande en plastfigur - på trettondagen. Den som får plastfiguren blir dagens "kung". Fasnachts-Chüechli, på franska merveilles, är en sorts struvor som säljs innan och under karnevalen, medan vetebrödet 1 Augusti-Weggli äts på nationaldagen.
Antalet bagerier minskade till en tredjedel från slutet av 1980-talet till 2012, men år 2012 var fortfarande 1160 bagerier med i bagarmästarnas organisation.

### Kött och Charkvaror
I Schweiz äter man mer kalvkött än i Sverige. Två vanliga restaurangrätter är: Strimlat kalvkött i gräddsås med champinjoner (ty: Geschnetzeltes Zürcher Art, fr. Émincé de veau a la zurichoise) och Schweizerschnitzel som i Schweiz kallas Cordon bleu och ibland görs av kyckling (Poulet Cordon Bleu). I hemmen lagas ibland köttfondue, särskilt runt jul- och nyårshelgerna.
Det finns många regionala charkvaror som numera konsumeras över hela landet. I Graubünden och Valais har torkning av kött en lång tradition, skriftligt omnämnd redan år 1544.  I Romandiet görs Saucisson, en tjock korv av griskött att koka. Ett exempel är Saucisson vaudoise som ofta äts med purjolök. Kantonen Sankt Gallen är känd för bratwurst av fläsk och kalvkött. I Ticino är korven Luganighe vanlig, den säljs dock sällan norr om alperna.         

### Fisk
Abborre (schweizertyska: Egli), gös och sik (schweizertyska: Felchen, på franska ibland féra) fångas i sjöarna eller importeras. De paneras och steks och serveras med majonnässås. Öringen fångas i bergsfloder eller odlas.

### Ost

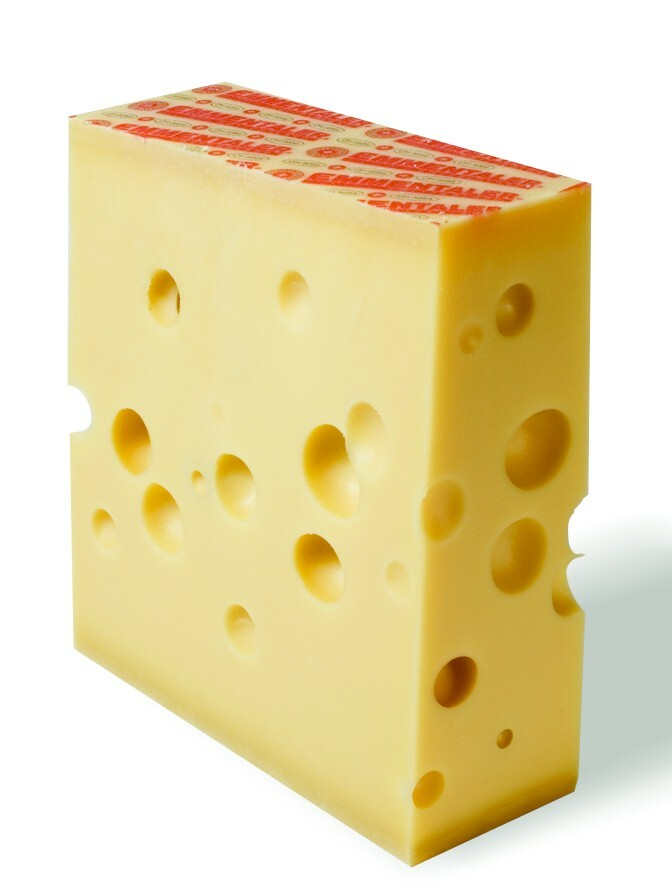
Emmentaler.

Den största delen av de schweiziska ostarna görs på komjölk. Antalet getter i landet har minskat från 420 000 i början av 1900-talet till 74 000 år 2005. 1999 tillverkade man 134 000 ton komjölkost, och 245 ton ost från get- och fårmjölk. Schweiz producerar många olika ostar, såsom emmentaler, gruyère, vacherin och appenzeller. Den romerska författaren Plinius den äldre nämner under 000-talet Caseus Helveticus, det vill säga ost från helvetierna, en keltisk stam som levde i schweiziska mittlandet. Först  gjorde man syrade ostar som keso och schabziger, men under 1400-talet började man tillverka hårdost med hjälp av löpe, exempelvis i Gruyère.
Hospits ägda av munkar kring bergspassager var tvungna att lagra ost under en tid av året då de var insnöade. Napoleon I genomreste ett av dessa, Den store S:t Bernards hospitium i Bourg-Saint-Pierre,  med 40 000 soldater på väg mot Italien i maj 1800. Han och hans trupper förtärde då 21 724 vinflaskor, 800 kg kött och över 1,5 ton ost. Kostnaden uppgick till 40 000 franc, vilket han lovade betala, men senare slingrade sig undan. När Frankrikes president, François Mitterrand, besökte hospitset 1984 påminde invånarna honom om incidenten. Han återgäldade det till en kostnad av 18 500 franc och lät bygga en swimmingpool i staden, vartefter invånarna ansåg problemet avklarat.
Efter att den schweiziska ostkulturen var etablerad i Europa, tog många av de som under 1800-talet emigrerade till USA med sig kunskaperna, vars ättlingar fortfarande idag till en viss grad tillverkar ost. Andra flyttade till Ostpreussen, vilket resulterade i tilsiterosten.

### Choklad

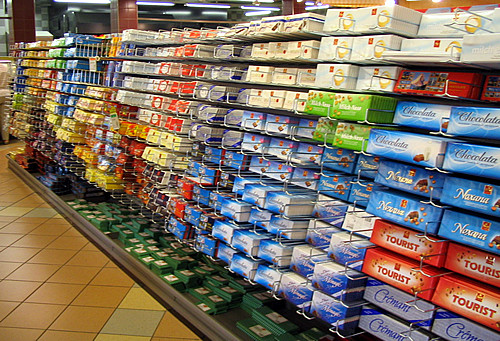
Choklad i en schweizisk livsmedelsaffär.

François Louis Cailler grundade den första schweiziska chokladfabriken i Corsier-sur-Vevey 1819 och fick under 1800-talet flera efterföljare. År 1879 uppfann Rodolphe Lindt conchningsmetoden, som än idag används att förfina chokladmassans smak och konsistens. En annan schweizare, Daniel Peter, lyckades mellan 1875 och 1891, med hjälp av mjölkpulver utveckla mjölkchokladkakan. År 1905 var choklad fortfarande en lyxvara och 75 % av produktionen exporterades. Konsumtionen inom Schweiz ökade särskilt starkt under 1940-talet.
Numera (2011) konsumerar Schweiz 5,9 kilogram kakao per person, högst i världen och mer än dubbelt så mycket som i Sverige. Av den sålda chokladen är 20 % mörk, 75 % mjölkchoklad och 5 % vit. Vid sidan av stora internationellt kända märken som Toblerone, Cailler och Lindt & Sprüngli, finns flera industriella tillverkare vars produkter till större del säljs i Schweiz. Choklad används även till desserter och bakverk. När det skall vara som finast, köper schweizaren färska praliner (på franska och schweizertyska: pralinés) eller de lite tyngre tryffelpralinerna (truffes) från det lokala konditoriet.

## Drycker

### Alkoholfria eller -svaga drycker
Även om kranvattenkvalitén är hög dricker man mycket mineralvatten. Bland läskedryckerna finns mest internationella märken, dessutom den lokala Rivella som innehåller mjölkserum. I tysktalande Schweiz dricks en del äppeljuice (Süssmost), cider (Saure Most) och iste. På hösten säljs jäst druvsaft med låg alkoholhalt och, ibland kolsyra, kallad Sauser (uttalas ['su:ser]) på schweizertyska och Moût i Romandiet.

### Öl
Öl är en traditionell dryck, särskilt i områden utan vinodling. Standardsorterna är underjästa, görs av kornmalt och har hög alkoholhalt om 4,8 volymprocent. De större märkena Feldschlösschen, Cardinal och Calanda kontrolleras av internationella aktörer men det finns även mindre bryggerier med lokal kundkrets. I restauranger i tysktalande Schweiz beställer man ett fatöl i ett högt glas genom att säga "Stange". Ibland finns också "Becher", ett lägre, bredare glas.
Särskilt varma dagar dricks en blandning av öl och lemonad som i Romandiet kallas "Panaché" och på tyska "Panasch".

### Viner
Schweiz är indelat i 8 vinområden. Den totala produktionen av vin uppgår till något mindre av 2 % av världens totala vinproduktion, och man har ungefär 15 000 hektar planterade vindruvor. En stor del av landets vin kommer från Valais. Runt 2 % av det producerade vinet, som uppgår till 1 miljon hektoliter (ungefär hälften rött vin, hälften vitt), exporteras till andra länder, då huvudsakligen Tyskland. Resten dricks i landet. Importen uppgår till 1,8 miljoner hektoliter, av vilka 70 % är rödvin. 2007 var den totala konsumtionen på ungefär 283 miljoner liter. Trots att importen har ökat, har vindrickandet per capita sjunkit stadigt, och var 2009 34 liter, jämfört med Tysklands 29 liter och Frankrikes 53 liter. Jämfört med andra alkoholdrycker är vinet näst mest drucket, efter öl med 57 liter per capita och år.

Den vanligaste vita druvsorten är Chasselas som ger ett torrt, ganska neutralt, vin som dricks ungt som aperitif och till osträtter. Sylvaner ger i Valais kraftfullare viner som säljs under namnet Johannisberg. Viktiga blå druvor är Pinot Noir, Gamay och, i Ticino, Merlot.

Till traditionella rätter i Graubünden dricks ofta Valtellina eller  Veltlin, ett vin av druvan Nebbiolo från den näraliggande italienska provinsen Sondrio.

### Spritdrycker
Där vin odlas, destilleras ofta resterna av vintillverkningen till marc och grappa.

Framför allt i Valais, nordvästra och centrala Schweiz destilleras frukt och örter till eau-de-vie. Vanliga beteckningar är Kirsch (körsbär), Williams (päron) och Kräuter (örter). Det finns några skyddade ursprungsbeteckningar som Damassine (AOP), Abricotine / Eau-de-vie d’abricot du Valais (AOP) och Eau-de-vie de poire du Valais (AOP). God eau-de-vie dricks rumstempererad efter kvällsmaten. 
 
Östra Schweiz producerar likörer som Appenzeller och Röteli.

### Varma drycker
Kaffedryckerna har italienska och franska namn som Espresso, Cappucino, Latte macchiato och Café mélange, som här serveras med vispgrädde. Café au lait heter i de tysktalande delarna Schale. En "svensk" kopp kaffe motsvaras ungefär av Café crème.
I tysktalande Schweiz är örtteer vanliga. Den som vill ha te från tebuskar ber att få Schwarztee. Vanliga söta drycker är drickchoklad och maltdrycken Ovomaltine.